# Natalia Sánchez (vận động viên)
Natalia"Nati"Sánchez Echeverri (sinh ngày 20 tháng 5 năm 1983) là một vận động viên nữ đến từ Colombia,. Natalia là một vận động thi đấu ở bộ môn bắn cung. Cô giành chiến thắng với chiếc huy chương đồng trong giải vô địch thế giới năm 2009. Sánchez sinh ra ở Medellín, Antioquia.

## Thế vận hội mùa hè 2008
Tại Thế vận hội mùa hè 2008 ở Bắc Kinh, Sánchez đã hoàn thành vòng xếp hạng của mình với tổng số 643 điểm. Kết quả này khiến cô được xếp loại hạt giống thứ 18 cho vòng cạnh tranh cuối cùng trong đó cô ấy phải đối mặt với Katsiarina Muliuk ở vòng đầu tiên. Mặc dù các cung thủ từ Belarus chỉ là hạt giống thứ 47, cô ta đã cố gắng để lật ngược tình thế Sánchez và chiến thắng cô với tỉ số chênh lệch không quá lớn là 104-101.  Cùng với Ana Rendón và Sigrid Romero, cô cũng tham gia vào phần thi bắn cung theo hình thức tổ đội. Với số điểm 643 của mình từ vòng bảng kết hợp với 647 của Rendón và 551 của Romero đội Colombia đã ở vị trí thứ mười sau vòng bảng xếp hạng. Ở vòng đầu tiên họ phải đối mặt với đội Nhật Bản, nhưng không thể đánh bại họ. Nhật Bản tiến vào vòng tứ kết với tỉ số 206-199.

## Thế vận hội mùa hè 2016
Sanchez cũng đại diện cho quê hương Colombia tham gia Thế vận hội mùa hè 2016 được tổ chức tại Rio de Janeiro.